# Поклоны
Покло́ны — село (урочище) в сельском поселении Ишня Ростовского района Ярославской области России. Расположено в 64 км к юго-западу от Ярославля, в 10 км к западу от Ростова, в 9 км от федеральной автотрассы М8 «Холмогоры» (в частности от европейского маршрута E 115) и в 8 км от ж/д линии Москва — Ярославль. Ближайшая железнодорожная станция Ростов-Ярославский находится в 14 км от села.

## История
Каменная пятиглавая церковь в селе с колокольнею во имя Покрова Пресвятой Богородицы и Святого Пророка Илии сооружена в 1808 году усердием прихожан. Раньше на этом месте была деревянная церковь, время основания которой неизвестно.
В конце XIX — начале XX село входило в состав Зверинцевской волости Ростовского уезда Ярославской губернии. 
С 1929 года село входило в состав Шурскольского сельсовета Ростовского района, с 2005 года — в составе сельского поселения Ишня.

## Население
| 1859 | 2007 | 2010 |
| ---- | ---- | ---- |
| 106  | ↘0   | ↗2   |

## Экономика
15 марта 2022 г. рядом с селом Поклоны был открыт новый, крупнейший в Ярославской области и один из самых больших в России животноводческий и молочно-товарный комплекс на 3600 голов. Строительство велось с 2020 г. в рамках соглашения от 9 октября 2019 года, заключенного на всероссийской выставке «Золотая осень» между бывшим губернатором Ярославской области Дмитрием Мироновым и агрохолдингом «Красный маяк». Стоимость проекта около 2,3 миллиарда рублей. Данное производство обеспечивает продуктами и сырьем не только Ярославскую область, но и всю Россию благодаря сотрудничеству с крупными производителями и переработчиками.

## Достопримечательности
В селе расположена действующая Церковь Покрова Пресвятой Богородицы (1808).